# Paradoliops humerosa
Paradoliops humerosa là một loài bọ cánh cứng trong họ Cerambycidae.